# Grandjeanobates sculpturatus
Grandjeanobates sculpturatus är en kvalsterart som först beskrevs av Sandór Mahunka 1988.  Grandjeanobates sculpturatus ingår i släktet Grandjeanobates och familjen Scheloribatidae. Inga underarter finns listade i Catalogue of Life.